# 西大街街道 (承德市)
西大街街道，是中华人民共和国河北省承德市双桥区下辖的一个乡镇级行政单位。

## 行政区划
西大街街道下辖以下地区：
火神庙社区、常王府社区、西大街社区、碧园社区、马市街社区和小溪沟社区。